# Global Anabaptist Mennonite Encyclopedia Online
Die Global Anabaptist Mennonite Encyclopedia Online (GAMEO) ist eine 1996 gegründete kirchliche Online-Enzyklopädie in englischer Sprache mit den Themenschwerpunkten Täuferbewegung und Mennoniten.
Das Projekt einer mennonitischen Enzyklopädie soll relevante Informationen zu Geschichte, Theologie, einzelnen Personen und Institutionen aus dem täuferisch-mennonitschen Bereich einem größeren Publikum zur Verfügung stellen. Das Angebot ist kostenlos nutzbar. Im Mai 2021 umfasste die Enzyklopädie mehr als 16.900 Artikel.

## Geschichte
Das Projekt wurde 1996 unter dem Namen Canadian Mennonite Encyclopedia Online von der Historischen Gesellschaft der kanadischen Mennoniten gegründet. Seit dem Jahr 2005 sind auch die historischen Kommissionen der amerikanischen Mennonitischen Brüdergemeinden (Mennonite Brethren) und der US-amerikanischen Mennonite Church in das Projekt eingebunden. Im selben Jahr wurde die Enzyklopädie entsprechend umbenannt. 2006 stieß auch das Mennonite Central Committee und 2007 schließlich die Mennonitische Weltkonferenz hinzu. Neben einem Vorstand (Management Board) mit Vertretern der am Projekt teilnehmenden Institutionen besteht jeweils eine kanadische und eine US-amerikanische Redaktionsgruppe. Die Arbeit an den Artikeln wird größtenteils von Freiwilligen geleistet.
Die Artikel der Online-Enzyklopädie gehen zum großen Teil auf überarbeitete Artikel der Mitte des 20. Jahrhunderts in Nordamerika erschienenen Mennonite Encyclopedia und auch auf Artikel des zwischen 1913 und 1967 in vier Bänden in Deutschland erschienenen Mennonitischen Lexikons zurück.